# Port lotniczy Cheyenne
Port lotniczy Cheyenne (IATA: CYS, ICAO: KCYS) – port lotniczy położony w Cheyenne, w stanie Wyoming, w Stanach Zjednoczonych.